# Wiewiórka (Łódź)
Pour les articles homonymes, voir Wiewiórka.
Wiewiórka est une localité polonaise de la gmina de Bolesławiec, située dans le powiat de Wieruszów en voïvodie de Łódź.